# Common Public License
Common Public License (CPL) is een opensourcelicentie voor vrije software die goedgekeurd is door het OSI en de FSF gepubliceerd door IBM. Het toont overeenkomsten met de GPL. CPL staat net zoals de LGPL linken naar bibliotheken toe die werden uitgegeven onder een andere licentie. In een poging de opensourcelicenties terug te dringen hebben IBM en de Eclipse Foundation besloten om voortaan enkel de Eclipse Public License (EPL) te gebruiken. Open Source Initiative stelt daarom dat de CPL verouderd is en werd opgevolgd door de EPL.